# Lataille N’Guessan Koffi
Lataille N’Guessan Koffi est un homme politique ivoirien né le 12 avril 1963 à Bocanda en Côte d’Ivoire.

## Biographie

### Origine et formations
Lataille N’Guessan Koffi est né le 12 avril 1963 à Bocanda en Côte d’Ivoire. Il est diplômé du Cycle supérieur du Trésor de l’École Nationale d’Administration de côte d'ivoire, connue sous le nom d'ENA d'Abidjan et possède aussi un diplôme de Contrôle interne et management de la qualité obtenu à Paris, précisément à l'AFNOR de Saint-Denis. Lataille est également détenteur d'une Maitrise des risques de l'Institut des Finances d'Abidjan et a par ailleurs suivi une formation pour cadres dirigeants à HEC Paris.

### Expérience professionnelle
Lataille N’Guessan Koffi commence sa carrière professionnelle en 1986 en tant que chargé des opérations bancaires et des dépenses sur crédits délégués à la Recette-perception de Divo. Huit années plus tard, en 1994, il est affecté à Yamoussoukro où il occupe le poste de Chef de service communal et Superviseur de la Comptabilité à la Trésorerie départementale. Il est nommé en 2003 Fondé de pouvoirs à l’Agence Comptable Centrale du Trésor (ACCT) de Yamoussoukro, avant de devenir Trésorier Général de ladite ville en 2009. Quelques années plus après, il va occuper la même fonction dans la ville d'Abengourou de 2015 à 2018.

### Carrière politique
Lataille N’Guessan Koffi fait son entrée dans le gouvernement ivoirien en 2018, en qualité de Secrétaire d’Etat auprès du ministre de la Construction, du Logement et de l’Urbanisme, chargé du Logement Social. A son arrivée à la primature le 6 avril 2021, le Premier Ministre Patrick Achi va le reconduire au même poste, jusqu'en avril 2022,. Elu président du Conseil Régional du N'zi en septembre 2023, Lataille N’Guessan Koffi est membre du Bureau politique et du Conseil National du Rassemblement des Houphouëtistes pour la Démocratie et la Paix (RHDP). Il est également le coordonnateur régional principal du RHDP dans le N'zi.

## Distinctions
- Officier dans l’Ordre du mérite ivoirien[1]

- Homme de l’année 2021[6],[7]